# Marangani (distrito)
O Distrito peruano de Marangani é um dos 8 distritos da Província de Canchis, situada no Departamento de Cusco, pertenecente a Região de Cusco, Peru

## Transporte
O distrito de Marangani é servido pela seguinte rodovia:
- PE-3S, que liga o distrito de La Oroya à Ponte Desaguadero (Fronteira Bolívia-Peru) - e a rodovia boliviana Ruta 1 - no distrito de Desaguadero (Região de Puno)